# Mozdonyfedélzeti berendezés
A  Mozdonyfedélzeti berendezés az első nagy lépés a vasúti vontatójárművek On-Line rendszerű elektronikus adatszolgáltatási rendszer kiépítésére a telematika területén hazánkban, amely ilyen nagy darabszámban valósul meg.
A MÁV folyamatosan építi be elsőként a dízelmozdonyaiba a GPS alapú járműkövetésre, üzemanyagfogyasztás kontrollra, elektronikus menetigazolványra és a fedélzeti diagnosztikai rendszerre épülő új mobil adatszolgáltató rendszerét, amely egy központi szervergépen keresztül biztosítja valamennyi jármű egyidejű kontrollját, a központi adatfeldolgozását (adatbank), és az események valós idejű megjelenítését. A rendszer számos továbbfejlesztési lehetőséget és új alkalmazások számára forrásadatokat biztosíthat a vasútüzemben közlekedő járművekkel való folyamatos kapcsolattartás révén. A fedélzeti rendszer elő van készítve a GSM-R adatkapcsolat használatára is. Az MFB rendszer vezérli napjainkban már a dízelüzemű vasúti járműveknél (mozdony, motorkocsik) üzemanyag vételezésnél alkalmazott un. AVR-TODO rendszeren keresztül a kútrendszer kikapcsolását is.
A központi terminál alkalmas a kétirányú kommunikációra, a szöveges üzenetek megjelenítésére.